# 遣水
| ウィキペディアには「遣水」という見出しの百科事典記事はありません（タイトルに「遣水」を含むページの一覧/「遣水」で始まるページの一覧）。 代わりにウィクショナリーのページ「遣水」が役に立つかもしれません。 |